# Novossiólovo
Novossiólovo (en rus: Новосёлово) és un poble de l'óblast de Vladímir, a Rússia, segons el cens del 2010 tenia 26 habitants. Pertany al districte municipal de Sóbinka.